# Nothoprocta ornata
Nothoprocta ornata là một loài chim trong họ Tinamidae.